# Country Musume
Country Musume a fost o trupă de J-pop formată în 1999.

## Membrii
- Mai Satoda

## Foști membrii
- Azusa Kobayashi
- Hiromi Yanagihara
- Rinne Toda
- Asami Kimura
- Miuna Saito
- Rika Ishikawa
- Asami Konno
- Miki Fujimoto
- Uta Shimamura
- Manaka Inaba
- Momoko Tsugunaga
- Nanami Yanagawa
- Risa Yamaki
- Chisaki Morito
- Mai Ozeki
- Musubu Funaki

## Discografie

### Albume
- Country Musume Daizenshu 1
- Country Musume Daizenshu 2
- Country Girls Daizenshu 1

### Melodii
- Futari no Hokkaido
- Yukigeshiki
- Hokkaido Shalala
- Koi ga Suteki na Kisetsu
- Hajimete no Happy Birthday
- Koibito wa Kokoro no Oendan
- Iroppoi Onna ~Sexy Baby~
- Bye Bye Saigo no Yoru
- Uwaki na Honey Pie
- Senpai ~Love Again~
- Shining Itoshiki Anata
- Itoshikutte Gomen ne/Koi Dorobo
- Wakatteiru no ni Gomen ne/Tamerai Summer Time
- Boogie Woogie LOVE/Koi wa Magnet/Ranrarun~Anata wa Muchuu~
- Doo Datte Ii no/Namida no Request
- Good Boy Bad Girl/Peanut Butter Jelly Love